# Acraea ochramaculata
Acraea ochramaculata är en fjärilsart som beskrevs av Stoneham 1936. Acraea ochramaculata ingår i släktet Acraea och familjen praktfjärilar. Inga underarter finns listade i Catalogue of Life.